# Långstjärtad skogsnymf
Långstjärtad skogsnymf (Thalurania watertonii) är en fågel i familjen kolibrier.

## Utseende och läte
Långstjärtad skogsnymf är en grönaktig kolibri med medellång rak näbb och olika kroppslängd mellan hane och hona, 13 respektive 10 cm. Hanen är grön på hjässa och nedre delen av halsen med violblå glans. Undersidan är gräsgrön med violblå flanker och stjärten är lång och djupt kluven. Honan är guldgrön på hjässa och hals, blågrön på nedre delen av ryggen och enhetligt gråvit på undersidan. Stjärten är inte lika lång som hos hanen och mindre kluven. Lätet tros bestå av upprepade högljutt "tjippande".

## Utbredning och systematik
Fågelns utbredningsområde är kustnära områden i nordöstra Brasilien (östra Pará i Pernambuco, Sergipe, Alagoas och norra Bahia). IUCN kategoriserar arten som starkt hotad.

## Namn
Fågelns vetenskapliga artnamn hedrar den engelske naturforskaren Charles Waterton (1782–1865).